# 第七号駆潜艇
第七号駆潜艇（だいななごうくせんてい）は、日本海軍の駆潜艇。普遍的には第四号型駆潜艇の4番艇とされているが、海軍省が定めた特務艇類別等級および艦艇類別等級では第一号型駆潜艇の7番艇。

## 艇歴
③計画の300トン型駆潜艇、仮称艦名第62号艦として計画。1937年10月30日、鶴見製鉄造船株式会社鶴見工場で起工。1938年4月15日、第七号駆潜艇と命名され、特務艇・駆潜艇第一号型の4番艇に定められる。6月10日、進水。11月20日、竣工。大湊防備隊附属。
1940年11月15日、艦艇類別等級に駆潜艇が新設され、特務艇の駆潜艇から艦艇の駆潜艇となる。同日、第七号駆潜艇、第八号駆潜艇、第九号駆潜艇の3隻で第十一駆潜隊を新編し、第二艦隊第十一根拠地隊に編入。1941年4月10日、第十一駆潜隊は第三艦隊第一根拠地隊に編入。以後1941年9月まで断続的に中国大陸沿岸で監視哨戒にあたる。10月31日、第十一駆潜隊は南遣艦隊第九根拠地隊に編入。
太平洋戦争の緒戦ではボルネオ、ミリ、クチンの攻略作戦に従事。続けてマレー半島上陸船団を護衛。1942年3月以後はペナンを根拠地としてシンガポール、サバン方面の護衛に従事。4月10日、第十一駆潜隊は第一南遣艦隊第九根拠地隊に編入。以後、第一南遣艦隊隷下の根拠地隊や特別根拠地隊間での異動を繰り返しつつ任務に従事。
1945年4月11日、カー・ニコバル沖でイギリス軍機の空襲を受け沈没。5月25日、帝国駆潜艇籍から除かれ、第十一駆潜隊および艦艇類別等級別表から削除された。

## 駆潜艇長
艤装員長
1. （兼）宮地美枝 大尉：1938年6月1日 - 1938年7月30日 （本職：第五十二号駆潜艇艤装員長）
2. 宮地美枝 大尉/少佐：1938年7月30日 - 1938年11月20日

駆潜艇長
1. （兼）中村謙治 中佐：1940年11月15日 - 1940年12月5日 （本職：第十一駆潜隊司令）
2. 鈴木康吉 予備大尉：1940年12月5日 - 1941年9月15日
3. 一ノ瀬志朗 予備大尉/大尉：1941年9月15日 - 1943年10月20日
4. 吉成貞男 大尉：1943年10月20日 - 1945年4月1日
5. 山崎五三 大尉：1945年4月1日 - 1945年4月20日